# Porta Möbel
Porta Möbel – największa w Niemczech rodzinna sieć domów meblowych, założona 1 grudnia 1965. Obok głównej siedziby w Porta Westfalica przedsiębiorstwo prowadzi 19 filii na terenie całych Niemiec.
Firmą w 2. pokoleniu zarządzają Birgit Gärtner i Achim Fahrenkamp.
Od 2009 Porta Möbel sponsoruje tzw. Porta Marathon. Trasa maratonu prowadzi przez powiat Minden-Lübbecke.

## Filie
- Akwizgran, od 2006
- Bad Vilbel-Dortelweil, od 2002, wcześniej Wohnparadies
- Bielefeld-Hillegossen, od 1990
- Bornheim, od 2007
- Brunszwik, od 1993
- Dessau, od 1996
- Frechen, od 1999
- Görlitz, od 2001
- Halberstadt, od 1994
- Kolonia-Porz-Lind, od 1997
- Laatzen, od 2001, wcześniej Möma-Möbelhaus
- Lipsk-Paunsdorf, od 1999
- Magdeburg, od 1995
- Neuwied
- Porta Westfalica-Barkhausen, główna filia
- Poczdam, od 2008
- Stendal, od 1994
- Wallenhorst, od 1981
- Wiedemar, od 1993
- Zwickau, od 1997

Dawne filie:
- Halle-Künsebeck, od 1978
- Hanower-Altwarmbüchen, od 1976